# 髙橋博朗
髙橋 博朗（たかはし ひろあき、1964年 - ）は、日本の建築家。髙橋彰子（たかはしあきこ）と合同会社enneの建築事務所を主宰する。東京都に事務所を構えている。岩手県出身。

## 略歴
- 1987年 多摩美術大学美術学部建築科 卒業
- 1988年 嶋崎樋口設計
- 1996年に独立し、高橋博朗アトリエ設立（この間、ジェイ石田アソシエイツ、(株)日本設計にて設計活動する）。
- 2007年 高橋博朗建築設計事務所
- 2011年 合同会社enne 共同設立（事務所法人化に伴う改名）

## 受賞歴
- 2010年 「秘密のクリ園」日本建築家協会コンペ 最優秀賞受賞[要出典]
- 2011年 「バルサミオ邸」住まいの環境デザインアワード2011 環境デザイン優秀賞受賞[2]
- 2013年 「秘密のクリ園」芦原義信 賞　奨励賞受賞[3]
- 2013年 「秘密のクリ園」日本建築家協会 　環境建築賞　優秀賞受賞[4]